# Barbara Krause
Pour les articles homonymes, voir Krause.
Ne doit pas être confondu avec Roswitha Krause ou Nadine Krause.

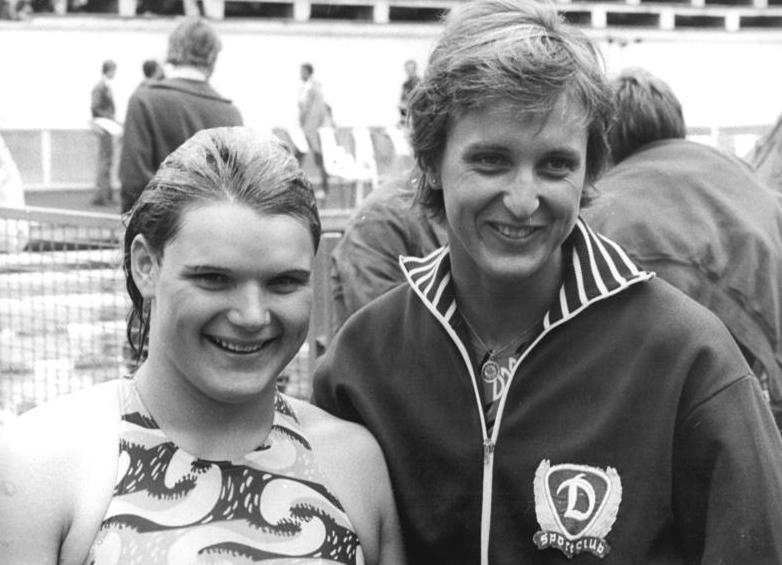
Barbara Krause (à droite) et Andrea Pollack en 1978.

Barbara Krause-Wanja, née le 7 juillet 1959 à Berlin-Est, est une sportive est-allemande ayant pratiqué à haut niveau la natation (spécialiste des courses de nage libre). Elle est mariée au nageur Lutz Wanja.

## Carrière

### Natation
Barbara Krause est triple championne olympique aux Jeux olympiques de 1980 à Moscou, remportant les courses du 100 mètres nage libre, du 200 mètres nage libre et du relais 4×100 mètres nage libre.
Elle intègre l'International Swimming Hall of Fame en 1988.

### Dopage
Ses succès doivent être considérés à la lumière du dopage d’État est-allemand. Elle avait officiellement manqué les Jeux olympiques de 1976 à Montréal à cause d’une maladie, mais les médecins de l’équipe est-allemande lui avaient refusé la participation en raison d’une dose de dopage mal calculée et d’un test de dopage positif redouté connexe.
Barbara Krause a eu deux enfants avec des pieds bots, et est persuadée que ces malformations sont liées à la prise de stéroïdes anabolisants.

## Palmarès

### Championnats d'Europe
- Championnats d'Europe 1977 à Jönköping (Suède) :
  -  Médaille d'or du 100 m nage libre.
  -  Médaille d'or du relais 4 × 100 m nage libre.
  -  Médaille d'argent du 200 m nage libre.
  -  Médaille de bronze du 400 m nage libre.